# ГЕС Русумо-Фоллс
ГЕС Русумо-Фоллс — гідроелектростанція, що споруджується на кордоні Танзанії та Руанди. Використовуватиме гідроресурси річки Кагера (найбільша притока озера Вікторія у верхів'ях Нілу), на якій в майбутньому заплановано звести каскад ГЕС.
У межах проекту річку перекриють бетонною греблею висотою 12 метрів, яка утримуватиме витягнуте на 15 км  по течії річки водосховище з об'ємом 496 млн м3. Зі сховища відводитимуть воду до дериваційного тунелю довжиною 0,5 км з перетином 11×14 метрів, котрий після балансувальної камери діаметром 41 метр переходитиме у напірну шахту діаметром 8 метрів.
У машинному залі встановлять три турбіни типу Каплан потужністю по 27 МВт, які працюватимуть при напорі у 32 метри. Відпрацьована вода повертатиметься у річку по відвідному каналу довжиною 0,25 км та шириною 40 метрів.
Видача продукції відбуватиметься через ЛЕП, розраховану на напругу 220 кВ.
Можливо також відзначити, що окрім Танзанії та Руанди в проекті бере участь Бурунді, яка отримуватиме свою частку продукції ГЕС. Вартість комплексу оцінюються у 340 млн доларів США.
Церемонія початку будівництва відбулась у березні 2017 року. Підрядниками обрано китайські компанії China Geo-Engineering Corp та Jianxi Water & Hydro Construction Ltd., а постачальником основного обладнання австрійська компанія Andritz.